# Andron
Der Andron (altgriechisch ἀνδρών, Männergemach) war ein fester Bestandteil des antiken griechischen Hauses. Das formale Gegenwort ist Gynaikonitis, das „Frauenquartier“.
Der Andron bildete im Gegensatz zum Oikos den öffentlichen und repräsentativen Teil des Hauses. Hier trafen sich die Männer zu festlichen Trinkgelagen (Symposion), Besprechungen oder zum Essen.
Meist sind die Andrones die am reichsten ausgeschmückten Räume eines Hauses. Es finden sich zahlreiche Beispiele von Mosaiken, Wandmalereien oder Statuenausschmückungen.
Als fester Bestandteil eines Androns galt die Kline, auf welcher Speisen und Getränke eingenommen wurden.